# Joseph Moreira
Pour les articles homonymes, voir Moreira.
Joseph Moreira (né le 26 octobre 1934 à Paris et mort le 4 juillet 1991 à Lagny-sur-Marne), est un footballeur français qui évoluait au poste de gardien de but.
Il a joué 106 matchs en Division 1 et 94 matchs en Division 2.

## Carrière
- 1957-1959 :  Red Star Olympique
- 1959-1961 :  SC Toulon
- 1961-1963 :  Olympique de Marseille
- 1963-1966 :  RC Lens[2]